# Frank Schepke
Frank Schepke (5. dubna 1935, Königsberg – 4. dubna 2017, Kiel) byl německý veslař. Na Letních olympijských hrách 1960 v Římě získal zlatou medaili v závodě osmiveslic. Členem posádky vítězné osmiveslice byl i jeho starší bratr Kraft Schepke. Reprezentoval zde tým sjednoceného Německa.